# Allobates femoralis
Allobates femoralis ( nombre común rana venenosa de muslos brillantes , rana flecha venenosa de muslos brillantes ) es una especie de anfibio anuro de la familia Aromobatidae.

## Distribución geográfica
Habita en los bosques de tierras bajas del este de Venezuela, Guyana, Surinam y Guayana Francesa, en la cuenca del Amazonas de Colombia, Ecuador, Perú, Bolivia y Brasil, en los densos bosques de las cuencas del Napo y Pastaza en el Ecuador, al este de la cordillera de los Andes y el sur de la cordillera oriental del Perú.